# أخذ العينات الموسيقية

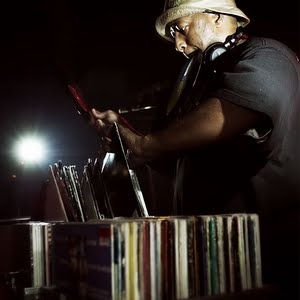

الاستعيان أو أخذ العينات الموسيقية (بالإنجليزية: Sampling)‏ هي تقنية موسيقية تعمل على استخدام أصوات مسجلة من قبل وإعادة استخدامها كصوت جديد أو كآلة موسيقية في قطعة موسيقية أخرى.
انتشرت هذه التقنية بداية من موسيقى الهيب هوب التي أسستها عن طريق أخذ loop من مقطع موسيقى آخر وبناء إيقاع موسيقي آخر يعتمد على هذا ال loop، أول من قام بهذه التقنية هو شخص يدعى كول هيرك عندما لاحظ بهجة المستمعين لمقاطع معينة في أغنية ما فكان يتعمد إعادة هذا المقطع وتكراره ك loop، و كان عادة يستخدم عينات لمغني موسيقى ال funk الشهير جيمس براون.
في عصرنا الحالي يتم استخدام هذه التقنية من قبل جميع أنواع الموسيقى برغم الصعوبات في مواجهة حقوق الملكية والقوانين التي تحد من أخذ عينات من موسيقى أخرى.